# RGD-5

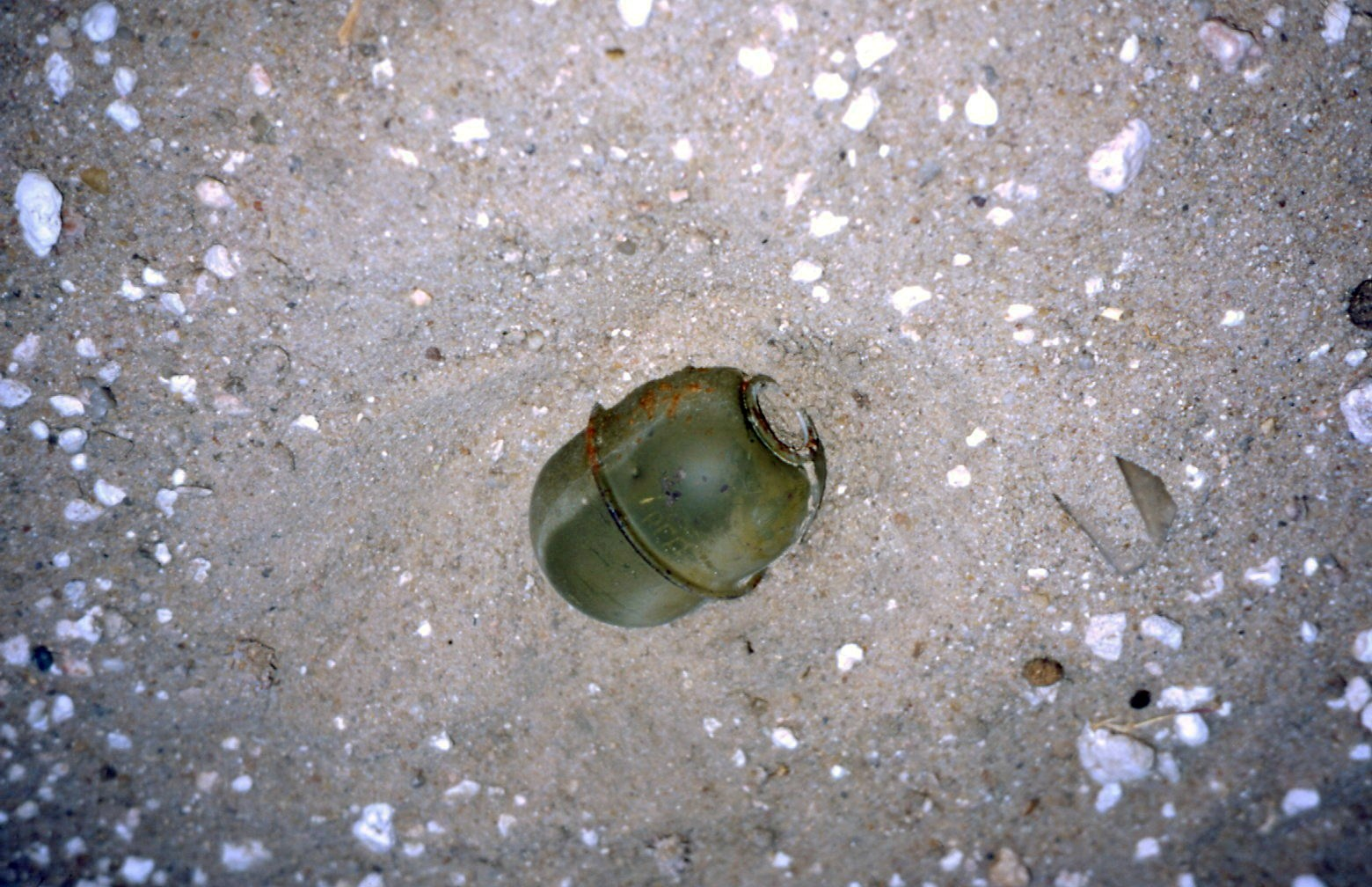
クウェートで発見された、信管と撃発装置が外された状態のRGD-5

RGD-5（ロシア語: ручная граната, дистанционная, Ruchnaya Granata Distantsionnaya, 「遠投手榴弾」の意）は、ソビエト連邦で開発された対人破片手榴弾である。

## 概要
RGD-5手榴弾は、1954年にソビエト連邦軍によって採用された。現在でもロシア連邦の他、旧東側諸国やアラブ諸国で広く生産・使用されている。
ロシアで生産されているほか、ブルガリア、中国、グルジアなどがコピー生産している。RGD-5およびそのコピーシリーズは長年にわたり、また、無数に製造されてきた。RGD-5の価格は1つあたり5USドル程度とされており、紛争地などでは安価な手榴弾として大量に使用されている。
現在では旧式化しており、近代的手榴弾のようにCRISAT規格の防弾チョッキを貫通する事はできないものの、依然として安価かつ効果的な武器として使用され続けている。
URG-Nは、RGD-5を元に設計された訓練用手榴弾で、区別のために白いマーキングが施されている

## 設計
RGD-5は卵型の外形を持つライナー付きの破片手榴弾で、アメリカの有名な“パイナップル”型のような表面の刻みはないが、縦方向中央に横方向の山が設けられている。表面は艶消し加工が施されており、緑ないしオリーブドラブで塗装されることが多い。
重量は信管を取り付けた状態で310グラムである。炸薬は110グラムのTNTで、爆発するとおよそ350個の破片をばら撒く。致死半径は25メートルである
平均的な男性が使用した場合、RDG-5の投擲距離はおよそ35 - 45メートル程度とされている。理想的な条件で炸裂した場合、半径25メートル以内の人間を殺傷し、また、半径3メートル以内の人間を確実に死亡させる。
通常、RGD-5は3.2 - 4秒の遅延信管であるUZRGM信管を使用する。UZRGMはRG-41、RG-42、F1など多くのロシア製手榴弾で使われた信管で、着火した瞬間に大きな音がすることがある。この他、改良型UZRGMやより近代的なDVM-78信管を用いると、遅延時間を0 - 13秒の範囲で自由に設定することができる。これらの信管はブービートラップの発火装置としても使用される。

## 小銃擲弾用途

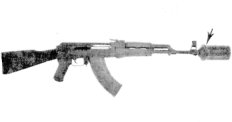
AK-47の銃口に取り付けられたカップ式擲弾発射器

AK-47自動小銃には、少数生産に終わったスープ缶型のカップ式擲弾発射器があり、これを用いるとRGD-5手榴弾を小銃擲弾として発射する事ができる。
まずRGD-5を発射器に入れ、安全ピンを抜く。それから薬室に専用の空包を装填し、地面に銃床を押し付けて発射する。この発射器を用いた際の最大有効射程は150メートル程度だったとされる。